# حمد عبد الله الصقير
الدكتور حمد عبد الله علي الصقير ولد في القرعاء بالقصيم عام 1932 وكان من أول الأطباء في مدينة الرياض

## المؤهلات العلمية
الثانوية العامة الإعدادية المركزية في بغداد عام 1952
بكالوريوس الطب والجراحة من جامعة الإسكندرية في مصر عام 1959
ماجستير الأمراض الصدرية والدرن من جامعة ويلز في بريطانيا عام 1964

## التسلسل الوظيفي
مدير عام الأمراض الصدرية بوزارة الصحة عام 1967
طبيب اخصائي بوزارة الصحة عام 1971
وكيل وزارة الصحة للشؤون الصحية عام 1976
رئيس جمعية الهلال الأحمر السعودي في عام 1982 واستمر رئيسا لها حتى عام 1997.
عضوا في مجلس الشورى في عام 1997 ثم تم تجديد عضويته في عام 2001 لاربع سنوات أخرى.

## عضويات ومؤتمرات وندوات
عضو اللجنة المركزية للحج - إمارة منطقة مكة المكرمة
عضو لجنة الحج الصحية - وزارة الصحة
عضو اللجنة المركزية للإغاثة - وزارة الداخلية
عضو لجنة شؤون المجاهدين والمهاجرين الأفغان - إمارة منطقة الرياض
عضو اللجنة العليا لمسلمي البوسنة والهرسك - إمارة منطقة الرياض
عضو مجلس إدارة جمعية الأطفال المعاقين
ترأس وشارك في وفد المملكة لاجتماعات منظمة الصحة العالمية في جنيف
ترأس وفد الجمعية لاجتماعات الاتحاد الدولي للهلال والصليب الأحمر
ترأس وفد الجمعية لاجتماعات الأمانة العامة لجمعيات الهلال والصليب الأحمر العربية
ترأس وفد الجمعية لاجتماعات جمعيات الهلال الأحمر لدول الخليج العربي
شارك في ندوات متعددة لمناقشة وبحث أمور مختلفة داخل المملكة وخارجها
شارك وترأس وفوداً رسمية لزيارة دول مختلفة بهدف الاطلاع على وضعها واقتراح مساعدتها

## وفاته
توفي ليلة السبت 26 شوال 2019 عن عمر يناهز الثامنة والثمانين.